# Orde van de Heilige Julianus van Pereiro
De Orde van de Heilige Julianus van Pereiro was een Spaanse ridderorde. De Orde werd als  in 1156 door de broers Don Suero Fernández Barrientos en Don Gómez Fernández Barrientos gesticht.
In 1222 werd de Orde door Don Ordosso, Bisschop van Salamanca erkend als een religieuze Orde van krijgshaftige ridders die de regel van de Heilige Benedictus van Nurcia volgden.
De naam van de Orde werd in dat jaar de " Militaire Ridderorde van Alcantara  " (Spaans:"Orden Militar de Alcantara") en bestaat onder deze naam nog steeds.